# Jens-Uwe Hartmann
Jens-Uwe Hartmann (* 8. Januar 1953) ist ein deutscher Indologe.

## Leben
Er studierte Indologie, Tibetologie und Sinologie in München (1973–1977). Nach dem Magister in München (1977), der Promotion in München (1984) und der Habilitation in Göttingen (1992) war er Professor für Tibetologie an der Humboldt-Universität zu Berlin (1995–1999) und Professor für Indologie und Iranistik an der Ludwig-Maximilians-Universität München (1999–2018). Seit 2001 ist er Mitglied der Bayerischen Akademie der Wissenschaften, und seit 2007 korrespondierendes Mitglied der Österreichischen Akademie der Wissenschaften.
Seine Schwerpunkte in Forschung und Lehre sind buddhistische Sanskrit-Handschriften aus Zentralasien und Afghanistan, kanonische Literatur des Buddhismus, klassische Kunstdichtung, gegenwärtige Entwicklungen des Buddhismus in Asien und Buddhismus-Rezeption im Westen.

## Schriften (Auswahl)
- Das Varṇārhavarṇastotra des Mātṛceṭa. Göttingen 1987, ISBN 3-525-82444-0.
- als Herausgeber mit Reinhold Grünendahl und Petra Kieffer-Pülz: Studien zur Indologie und Buddhismuskunde. Festgabe des Seminars für Indologie und Buddhismuskunde für Professor Dr. Heinz Bechert zum 60. Geburtstag am 26. Juni 1992. Bonn 1993, ISBN 3-923776-22-5.
- als Herausgeber mit Petra Kieffer-Pülz: Bauddhavidyāsudhākaraḥ. Studies in honour of Heinz Bechert on the occasion of his 65th birthday. Swisttal-Odendorf 1997, ISBN 3-923776-30-6.
- als Herausgeber mit Friedrich Wilhelm Graf: Religion und Gesellschaft. Sinnstiftungssysteme im Konflikt. Berlin 2019, ISBN 3-11-058125-6.